# Amaseno
Amaseno là một đô thị ở tỉnh Frosinone trong vùng Lazio, có vị trí cách khoảng 100 km về phía đông nam của Roma và khoảng 30 km về phía nam của Frosinone. Dân cư chủ yếu sống bằng nghề nông.
Amaseno giáp các đô thị: Castro dei Volsci, Monte San Biagio, Prossedi, Roccasecca dei Volsci, Sonnino, Vallecorsa, Villa Santo Stefano.